# Port lotniczy Pohang
Port lotniczy Pohang (IATA: KPO, ICAO: RKTH) – port lotniczy położony w mieście Pohang, w Korei Południowej.